# Огнев, Константин Кириллович
Константин Кириллович Огнев (7 апреля 1951 — 10 июля 2021) — советский и российский киновед, доктор искусствоведения, профессор (2004). Проректор ВГИКа (2004—2007), ректор Института повышения квалификации работников телевидения и радиовещания (2007—2017). Заслуженный работник высшей школы Российской Федерации (2003).

## Биография
Родился 7 апреля 1951 года в Москве. В 1972 году окончил сценарно-киноведческий факультет Всесоюзного государственного института кинематографии.
В 1974—1990 годах – младший, а затем старший научный сотрудник Научно-исследовательского института теории и истории кино Госкино СССР (с 1980 года – Всесоюзного научно-исследовательского института киноискусства).
В 1982 году защитил диссертацию на соискание ученой степени кандидата искусствоведения по теме «Антифашистская тема в документальном кино социалистических стран».
В 1990–1994 годах – декан сценарно-киноведческого факультета ВГИКа, с 1992 — доцент кафедры киноведения, с 1996 года — руководитель киноведческой мастерской. В 1998–2004 годах — декан факультета дополнительного профессионального образования,
В 2003 году защитил диссертацию на соискание ученой степени доктора искусствоведения по теме «Реалии истории в художественной системе фильма. Основные типологические модели на материале мирового кинопроцесса».
С 2004 года — профессор кафедры киноведения. В 2004—2007 годах – проректор ВГИКа.
В 1994—2008 годах – директор Регионального общественного фонда «Эйзенштейновский центр исследований кинокультуры». С 2008 года — Председатель Правления РОФ «Эйзенштейновский центр исследований культуры». Совместно с А. С. Трошиным руководил подготовкой и изданием ряда проектов «Эйзенштейн-центра», в том числе «Монтаж», «Метод» и «Неравнодушная природа» С. М. Эйзенштейна, а также «Драматургические опыты» и «Статьи и выступления» Дзиги Вертова, «Поздние слезы» Льва Аннинского, «Формула финала» Наума Клеймана, «Произведение во времени» Леонида Козлова и др.
В 2007—2017 годах — ректор Института повышения квалификации работников телевидения и радиовещания (с мая 2012 года – Академия медиаиндустрии).
С 2008 года — член редколлегии журнала «Киноведческие записки». В 2011–2017 годах — член редакционного совета журнала «Журналист. Социальные коммуникации». В 2018—2021 годах – советник Ассоциации технических университетов.
Член Союза кинематографистов России. Академик Российской Академии телевидения, Международной академии телевидения и радио, Международной евразийской академии телевидения и радио и Евразийской академии телевидения и радио.
Автор монографий, более 200 статей, свыше 30 сценариев документальных фильмов.
Скончался 10 июля 2021 года. Похоронен на Бабушкинском кладбище.

## Семья
- Отец — Кирилл Константинович Огнев (1921—1992) — организатор кинопроизводства, заместитель директора Бюро пропаганды советского киноискусства (1959—1965), начальник отдела В/О «Совэкспортфильм» (1965—1988), один из организаторов Международного кинофестиваля в Москве и его директор-распорядитель в 1959, 1961, 1963, 1965, 1967, 1969, 1971, 1973, 1975 и 1977 годах.

Четверо детей в двух браках. Третий брак бездетный.

## Награды и премии
- Орден Дружбы (2014)
- Заслуженный работник высшей школы Российской Федерации (2003)
- Почётный кинематографист России (1998)
- Серебряные медали ВДНХ СССР (1979, 1988)
- Премии Гильдии киноведов и кинокритиков России (2000, 2015)
- Премии Российского Фонда Фундаментальных Исследований за научные статьи (2006, 2008)